# Eurytoma schaeferi
Eurytoma schaeferi är en stekelart som beskrevs av Keizo Yasumatsu och Kamijo 1979. Eurytoma schaeferi ingår i släktet Eurytoma och familjen kragglanssteklar. Inga underarter finns listade i Catalogue of Life.